# Matthew Carey Lea
Matthew Carey Lea, auch Mathew, häufig M. Carey Lea zitiert und Carey Lea genannt, (* 18. August 1823 in Philadelphia; † 15. März 1897 in Chestnut Hill, Philadelphia County) war ein US-amerikanischer Chemiker.

## Leben
Er war der Sohn des Naturwissenschaftlers und Verlegers Isaac Lea (1792–1886) aus einer Quäker-Familie in Philadelphia und von Francis Anne Carey (1799–1873), der Tochter des Verlegers Mathew Carey. Sein Bruder war der berühmte Historiker Henry Charles Lea. Matthew Carey Lea war von Beruf Anwalt (mit einer Zulassung 1847), befasste sich aber vor allem mit Chemie und Photographie. Er veröffentlichte über Photochemie und 1871 ein Manual of Photography. Eine noch heute verwendete Photo-Chemikalie (Carey Lea Silver) ist nach ihm benannt. Von Haus aus wohlhabend, hatte er ein eigenes privates Labor. Seine Laborbücher wurden auf seine Anweisung hin nach seinem Tod vernichtet.
In der Chemie gilt er als Begründer der Mechanochemie, ein Begriff, den Wilhelm Ostwald 1919 prägte und in der der mechanische Einfluss auf Festkörperreaktionen untersucht wird. Lea veröffentlichte dazu 1882.
Er hatte nie eine formale Ausbildung, sondern wurde von Privatlehrern unterrichtet. Auch seine chemische Ausbildung erwarb er mit 18 Jahren in einem kommerziellen chemischen Labor (Booth, Garrett and Blair in Philadelphia), was zu seiner ersten Veröffentlichung 1841 führte (er bestätigte eine Vermutung seines Vaters, dass die Steinkohle im Südlichen Kohlerevier von Pennsylvania von Ost nach West bituminöser wird). Auch sein jüngerer Bruder, der Historiker Henry Charles Lea, befasste sich in seiner Jugend in dem besagten Labor mit Chemie und veröffentlichte mit 16 Jahren 1841 über Manganoxid.
Mattew Carey Lea befasste sich früh mit Atomtheorie und suchte Regelmäßigkeiten in den Eigenschaften der Elemente. Er befasste sich insbesondere mit Pikrinsäure, fand eine neue Methode der Darstellung und synthetisierte viele ihrer Salze (darunter deren Harnstoff- und Chinin-Salze). Er versuchte auch vergeblich im amerikanischen Bürgerkrieg die US-Regierung zu überzeugen, Pikrinsäure für Sprengstoffe und Schießpulver zu verwenden, da es eine höhere Sprengkraft als Schwarzpulver besaß und rauchlos war. Mit den Vorschlägen war er seiner Zeit voraus.
Er war seit 1892 Mitglied der National Academy of Sciences und seit 1887 schon der American Academy of Arts and Sciences.